# OAR (SOPHIAの曲)
『OAR』（オール）は、日本のバンドSOPHIAの11枚目のシングルである。1999年12月15日発売。発売元はトイズファクトリー。

## 概要
- 前作から4か月での発売となるシングル。
- 当初はカップリングを「ミサイル」にする想定だった[1]が、タイアップが付いたため別途リリースすることになった。
- プラネットシングルチャートでは1位を獲得した[2]。

## 収録曲
1. OAR (4:17)
作詞：松岡充、作曲：豊田和貴、編曲：SOPHIA
2. truth (3:42)
作詞：松岡充、作曲：豊田和貴、編曲：SOPHIA
3. OAR instrumental (4:17)
4. truth instrumental (3:42)

## 楽曲の収録アルバム
- オリジナル『進化論』（2001年）
- ベスト『THE LONG HAND〜MEMBER'S SELECTION〜』（2001年）